# Mike Edwards
Mike Edwards, znan tudi kot Swami Deva Pramada ali Pramada, angleški čelist, * 31. maj 1948, London, Združeno kraljestvo, † 3. september 2010, Devon. 
Najbolj je bil znan kot član skupine Electric Light Orchestra.

## Zgodnje življenje
Edwards se je rodil leta 1948 v Londonu Franku in Lillian Edwards. Družina je živela v South Ealingu, Edwards pa se je šolal na Grange Primary School. Šolanje je nadaljeval na Ealing Grammar School for Boys, kjer je glasbeni učitelj John Railton spodbudil njegovo ljubezen do glasbe.
Njegov oče je bil ljubiteljski čelist. Klavir je študiral skupaj z Johnom Railtonom, čelo pa z Maryse Chome-Wilson. Igral je v Ealing Youth Orchestra. Umrl je leta 1960, ko je bilo Miku 14 let.
Po končanem šolanju je Edwards eno leto delal v Midland Bank, v tem času pa se je odločal kako bo potekala njegova glasbena kariera. Opravil je avdicijo na Royal Academy of Music, kjer je študiral čelo pri Douglasu Cameronu in violo da gamba pri Dennisu Nesbittu. Pridobil je učiteljsko diplomo LRAM za učenje čela. Poleg tega je akademija razširila njegove glasbene izkušnje, kjer so ga spodbujali tutorji kot je John Dankworth, ki mu je predstavil jazz in glasbo big bandov.

## Kariera

### Electric Light Orchestra
Edwards se je leta 1972 pridružil skupini Electric Light Orchestra (ELO) in je s skupino igral vse od prvega nastopa skupine v Croydonu, do odhoda, januarja 1975. Pred tem ni imel velikega interesa za zabavno glasbo, čeprav je snemal s skupino Barclay James Harvest.
Čeprav se ga nekdanji sočlani skupine spominjajo kot majhnega, sramežljivega, nasmejanega klasika, je bilo njegovo ekscentrično igranje čela (uporabljal je tudi pomarančo in grenivko) in bizarni kostumi velik del njegovih koncertov: njegovi čelistični soli, pogosto Saint-Saënsov "Labod" ali Bachov "Air", so se končali z eksplozijo čela, ki je nastala s pomočjo pirotehnike (Edwards je takrat uporabljal posebno opremljen instrument). S skupino je posnel tri studijske albume ELO 2, On the Third Day in Eldorado, ter album v živo, The Night the Light Went On in Long Beach. Zamenjal ga je čelist Melvyn Gale.

### Nadaljnja kariera
Kasneje se je preimenoval v Pramada, kar pomeni "božansko zadovoljstvo", in postal član gibanja Rajneesh. V 1980. letih je živel v Rajneesh komuni Medina blizu mesta Herringswell v Suffolku, bival je tudi v Pooni v Indiji, Hamburgu v Nemčiji, v ZDA, kasneje pa še v Londonu. Tri leta je nastopal v duetu s plesalko Avis von Herder. Njuni nastopi so bazirali na improvizaciji, s kompozicijo Vampire Madonna, pa sta se pojavila na Edinburgh Festivalu. Kasneje je njegovo delo vključevalo koncertiranja, aranžiranje in snemanje plošč navzkrižnih žanrov, kot na primer album No Goal but the Path skupine Terra Incognita.
Po selitvi v Devon, je Edwards napisal in produciral glasbo za knjigo "The Prophet" Khalila Gibrana, pripovedovalec pa je bil Tim Brophy. Edwards je prav tako napisal in posnel glasbo za pesmi Williama Blaka, kasneje je igral čelo in basovsko violo v skupinah različnih zvrsti in privatno poučeval čelo in violo. Zaradi navdušenja nad baročno glasbo je leta 1999 sodeloval na delavnici združenja European String Teacher Association. Ustanovljen je bil tudi Devon Baroque orchestra, s katerim je Edwards igral na vsakem koncertu.
Poleg igranja z orkestrom Devon Baroque, je bil vabljen k številnim lokalnim folk in jazz skupinam, nekatere pa je pomagal ustanoviti, med njimi Sicilienne, L'Ardito, Ashburton Cello ensemble, Devon Early Music Group, Compagnie Giulia, Daughters of Elvin, Ta Filia in Presence.

## Smrt
Edwards je umrl 3. septembra 2010 na cesti A381 med Harbertonom in Halwellom, blizu njegovega doma v Totnesu, Devon, ko se je cilindrična bala sena, z maso 590 kg, zvalila po hribu in trčila v Edwardsov kombi. V sodni zadevi, ki se je končala 19. novembra 2012, je bilo ugotovljeno, da obtoženca nista kriva.

## Izbrana diskografija

### Electric Light Orchestra
- ELO 2 (1973)
- On the Third Day (1973)
- The Night the Light Went On in Long Beach (1974)
- Eldorado (1974)
- The BBC Sessions (1999)
- Live at the BBC (1999)

### Ostalo
- Tsumi: Meetings (1987)
- Terra Incognita: No Goal but the Path (1991)
- Tim Brophy & Deva Pramada: Kahlil Gibran's The Prophet (1992)
- Presence: Sacred Earth (2007)
- Compagnie Giulia: Compagnie Giulia (2007)